# Abudefduf lorenzi
Abudefduf lorenzi là một loài cá biển thuộc chi Abudefduf trong họ Cá thia. Loài này được mô tả lần đầu tiên vào năm 1977.

## Từ nguyên
Từ định danh trong danh pháp được đặt theo tên của Konrad Lorenz, nhà động vật học người Áo vì những nghiên cứu về tập tính học trong sự nghiệp của ông.

## Phạm vi phân bố và môi trường sống
A. lorenzi được ghi nhận chủ yếu ở khu vực Tam giác San Hô, cũng được biết đến tại Palau và đảo Đài Loan. Loài này sống gần các rạn san hô ven bờ ở độ sâu đến ít nhất là 6 m.

## Mô tả
A. lorenzi có chiều dài cơ thể tối đa được ghi nhận là 18 cm. A. lorenzi có 6 dải sọc đen ở hai bên thân. Đặc điểm giúp phân biệt A. lorenzi với các loài Abudefduf khác là cuống đuôi có một đốm đen rất lớn.
Số gai ở vây lưng: 13; Số tia vây ở vây lưng: 11–13; Số gai ở vây hậu môn: 2; Số tia vây ở vây hậu môn: 11–12; Số tia vây ở vây ngực: 17–19.

## Sinh thái học
Thức ăn của A. lorenzi chủ yếu là tảo, nhưng có thể bao gồm cả động vật phù du. A. lorenzi có thể sống đơn độc hoặc tập trung thành nhóm khoảng 20–30 cá thể. Cá đực có tập tính bảo vệ và chăm sóc trứng.